# Magnus – Der Mozart des Schachs
Magnus – Der Mozart des Schachs ist ein norwegischer Dokumentarfilm. Er porträtiert den norwegischen Schachweltmeister Magnus Carlsen, der auch „Mozart des Schachs“ genannt wird. Es ist der erste Dokumentarfilm in Spielfilmlänge von Regisseur Benjamin Ree.
In einem Zeitrahmen von zehn Jahren zeigt Magnus den rasanten Aufstieg des Schachspielers mit Fokus auf seinen Weg zum Weltmeister im Jahr 2013. Ree konnte neben den Drehaufnahmen für seine Dokumentation über 500 Stunden Archivaufnahmen auswerten.
Der Film wurde am 14. April 2016 auf dem Tribeca Film Festival uraufgeführt. Seine Europapremiere folgte am 24. Juni auf dem Filmfest München. Bei dem 44. Internationalen Norwegischen Filmfestival in Haugesund wurde er mit dem Preis The Ray of Sunshine ausgezeichnet. Die Jury begründete ihre Entscheidung unter anderem damit, dass die Dokumentation den Menschen in den Mittelpunkt stelle und beweise, dass Liebe und Gemeinschaft das Beste aus jemandem hole. Eine dichte, respektvolle Dramaturgie und Humor trügen dazu bei, dass man dem Protagonisten sehr nahe komme.
Magnus startete am 10. November 2016 im Verleih der NFP* in den deutschen Kinos.